# Fontainebleau
Fontainebleau é uma cidade na França, antiga sede do departamento Seine-et-Marne, na região administrativa da Ilha de França, na França. Sua população é de 14 637 habitantes.
Dá-se o nome de Escola de Fontainebleau a um grupo de artistas animados pelos italianos que Francisco I de França contratara para decorar o Castelo de Fontainebleau, os quais tiveram como seguidores Jean Goujon, Jean Cousin, Antoine Caron.

## Geografia

### Transportes ferroviários
- A comuna é servida pela estação de Fontainebleau-Avon na linha Paris-Lyon - Montereau / Montargis (Transilien R).
- As paradas de Fontainebleau-Forêt e Thomery, localizadas na mesma linha, servem a floresta de Fontainebleau.

## Toponímia
Fontainebleau é atestada nas formas latinizadas Fons Bleaudi, Fons Bliaudi, Fons Blaadi dos séculos XII e XIII, Fontem blahaud em 1137, Fontaine belle eau no século XVI (etimologia popular), Fontainebleau ou de outra forma Fontaine belle eau em 1630, e sob a latinização fantasista Fons Bellaqueus no século XVII, à origem do gentílico Bellifontain.
Este é um composto medieval em Fontaine- "fonte, ribeirão", termo derivado do galo-romano FONTANA, seguido pelo nome pessoal germânico Blitwald.
Durante a Revolução Francesa, a comuna portou os nomes de Fontaine-la-Montagne e de Fontaine-le-Vallon.

## História
Em 2012, uma aldeia gaulesa que dataria entre 30 e 250 anos antes da nossa era foi trazida à luz durante a manutenção de uma das praças do Château de Fontainebleau, continuando a ocupação do local pelo menos até depois do período carolíngio, mas a primeira menção ao próprio castelo data de 1137: era então um castelo fortificado usado como pavilhão de caça na floresta de "Bieria" (assim se chamava a floresta de Fontainebleau, talvez do XI séc. século até recentemente – Jean-Baptiste Colbert ainda usava este nome em um documento datado de 1664 – porque um bando de guerreiros dinamarqueses liderados por um certo “Bier” ficou lá, cometendo exações na região, talvez durante ou após o quarto cerco de Paris pelos vikings, em 885-887).
Uma capela foi integrada ao castelo e consagrada em 1169 por Thomas Becket, arcebispo de Canterbury, então exilado na França.
São Luís, que muito apreciava o lugar, chamava-o de “seus desertos”, mandou construir junto ao castelo um convento-hospital, dirigido por monges.
Philippe le Bel nasceu no castelo em 1268 e morreu lá em 1314. 
Filipe VI selou um tratado lá com João I da Boêmia: este último, honrando o contrato, lutou contra os ingleses na Batalha de Crécy e perdeu a vida lá. 
No entanto, o local não passava de uma aldeia até 1528, quando Francisco I, retornando à França depois de passar um ano em cativeiro na Espanha (depois de sua derrota em Pavia em 1525), decidiu construir um palácio inspirado nos que viu na Itália , e apelou a artistas italianos de renome: o castelo desaparece – resta a torre de menagem, remodelada, uma construção maciça em forma de quadrado, que margeia o "Pátio Oval". 
A cidade – assim como  Avon – rapidamente aproveitou as repetidas visitas da Corte e dos reis, acolhendo rapidamente restaurantes e pousadas cujos quartos são alugados a preços exorbitantes. 
Quando a Corte não está em Fontainebleau, a cidade continua viva graças a constantes obras de embelezamento, do castelo e da cidade: ali vivem trabalhadores e artistas durante todo o ano. 
Depois de Francisco I, outro de seus grandes benfeitores foi Henrique IV: a partir de 1594 ele ficou lá todos os anos, embelezando e ampliando o castelo, cavando o Grande Canal, traçando estradas e caminhos na floresta para facilitar as viagens, especialmente em dias de caça.  
O futuro Francisco II nasceu em Fontainebleau em 1544, o futuro Henrique III em 1551, o futuro Luís XIII em 1601, assim como várias princesas e altas figuras, incluindo Louis Victoire Lux de Montmorin-Saint-Hérem, que acabou assassinado em Paris durante os massacres de setembro de 1792.
A cidade era o deleite de Elisabeth-Charlotte da Baviera – Princesa Palatina – e tinha cerca de 7.000 habitantes no século XVII. Abrigava então cerca de trinta mansões particulares construídas para grandes senhores, como a de “Grand Ferrara” – da qual apenas o portão de entrada permanece hoje – residência de Hippolyte d'Este. 
Em 1661, um cavalo fugitivo derrubou e arrastou seu cavaleiro várias dezenas de metros em alta velocidade, um de seus pés preso em um estribo. O sieur Dauberon invocou Notre-Dame, seu cavalo parou. Em 1690 foi construída uma primeira capela no local do milagre – denominada “Notre-Dame de Bon Secours”, ali se estabeleceu uma peregrinação anual –, arrasada em 1793 pelos revolucionários, reconstruída em 1821 por iniciativa de Marie-Thérèse de France . A peregrinação ainda existe. 
Em 18 de outubro de 1685, Luís XIV assinou o Édito de Fontainebleau, mais conhecido como "Revogação do Édito de Nantes", que levou muitos protestantes ao exílio, mas pôs fim às constantes tensões no reino entre católicos e reformados.
Mandou também construir um conjunto excepcional de piscinas e fontes, de que restam apenas vagos vestígios, na “grande pradaria” que corre parcialmente ao longo do “grande canal”. 
Em 5 de setembro de 1725, Luís XV e Maria Leszczynska se casaram no castelo.
Tendo sempre os habitantes beneficiado da realeza, que os enriqueceu, a Revolução não deixou aqui memórias marcantes, a não ser a destruição da capela. 
O Império vai acordar esta cidade sonolenta: Napoleão I se muda para o castelo e o renova. Antigos casarões também são restaurados, e alguns são transformados em hotéis turísticos, como o "Águia Negra". Os quartéis são construídos para abrigar os regimentos hussardos da Guarda Imperial, e também é criada uma escola militar, que será transferida para Saint-Cyr-l'École e depois para Coëtquidant (Guer).
Em 29 de outubro de 1807, Manuel Godoy, chanceler do rei da Espanha Carlos IV, e Napoleão assinaram o Tratado de Fontainebleau, que autorizava a passagem de tropas francesas pelo território espanhol para invadir Portugal. 
Em 20 de junho de 1812, o Papa Pio VII chegou ao castelo: excomungou o imperador em 10 de junho de 1809, foi preso na noite de 5 para 6 de julho de 1809 e colocado sob vigilância em Savona, antes de ser levado para Fontainebleau. Ele é acompanhado pelo médico-cirurgião Balthazard Claraz, e voluntariamente permaneceu preso pelos dezenove meses que durou seu cativeiro: de 20 de junho de 1812 a 23 de janeiro de 1814 o papa nunca saiu de seu apartamento. 
Reconstrução durante o bicentenário das Despedidas de Napoleão em Fontainebleau, 20 de abril de 2014. Napoleão desce a escadaria em ferradura do Château de Fontainebleau. 
Em 20 de abril de 1814, Napoleão, logo após sua primeira abdicação, despediu-se de sua guarda, - os famosos grognards -, no pátio do Cavalo Branco - que desde então se tornou "Cour des Adieux" -: o momento era, segundo para as testemunhas, muito comovente. Duas crianças da cidade o seguirão durante seus dois exílios: os irmãos Archambault.
Após a queda do Primeiro Império, o castelo ainda foi habitado em linhas pontilhadas por Napoleão III, de 1856 a 1869: em 15 e 16 de dezembro de 1856 recebeu o Príncipe Real da Prússia, o futuro Guilherme I.
Em 1845, foi construído um presídio na cidade, que foi fechado em janeiro de 1990.
Um total de 34 soberanos, de Luís VI le Gros a Napoleão III, permaneceram em Fontainebleau ao longo de sete séculos. Entre os séculos XVI e XVIII, todos os reis, de Francisco I a Luís XV, ali realizaram grandes obras (demolição – reconstrução – ampliação – embelezamento) daí o caráter algo “heterogêneo” mas ainda assim harmonioso da arquitetura do castelo.
Hoje, a cidade e seu castelo são visitados durante todo o ano por turistas de todo o mundo.     
A cidade é servida por ferrovia desde 1849 (linha Paris - Lyon), com o comissionamento da estação Fontainebleau - Avon. 
De 29 de junho a 1º de julho de 1895, uma grande competição nacional foi organizada em Fontainebleau para manobras de carros de bombeiros com manobras de ambulâncias e resgate de feridos. Esta competição atraiu 140 empresas. Nesta ocasião, ocorreu a assembléia geral do Sindicato Departamental de Bombeiros de Seine-et-Marne.
Em 8 de maio de 1913, o rei Alfonso XIII da Espanha fez uma visita oficial a Paris. Ele foi recebido em Fontainebleau pelo Presidente da República, Raymond Poincaré, que notavelmente lhe mostrou o castelo. O rei, sem abdicar, exilou-se na França e chegou à cidade vizinha de Avon com sua família e se instalou no Hôtel "Le Savoy".
Tropas e tanques americanos perto de Fontainebleau durante a Libertação.
Em julho e agosto de 1946, a cidade sediou a conferência franco-vietnamita em Fontainebleau para encontrar uma solução para o conflito da Indochina: foi um fracasso.
Fontainebleau, fiel à sua tradição militar, manteve-se por muito tempo uma cidade de guarnição: foi o quartel-general das forças aliadas na Europa Central (Allied Force Center, AFCENT), forças terrestres (LANDCENT) e forças aéreas (AIRCENT) da OTAN de 1949 a 1967.
A cidade abriga atualmente uma importante escola de negócios que lhe confere uma reputação internacional: INSEAD, bem como um anexo da École des Mines de Paris.

## Educação
Nesta cidade está localizado o centro de pesquisa em administração INSEAD um dos mais respeitados no mundo e colocado como o 1º melhor MBA em 2016 segundo o jornal inglês Financial Times.

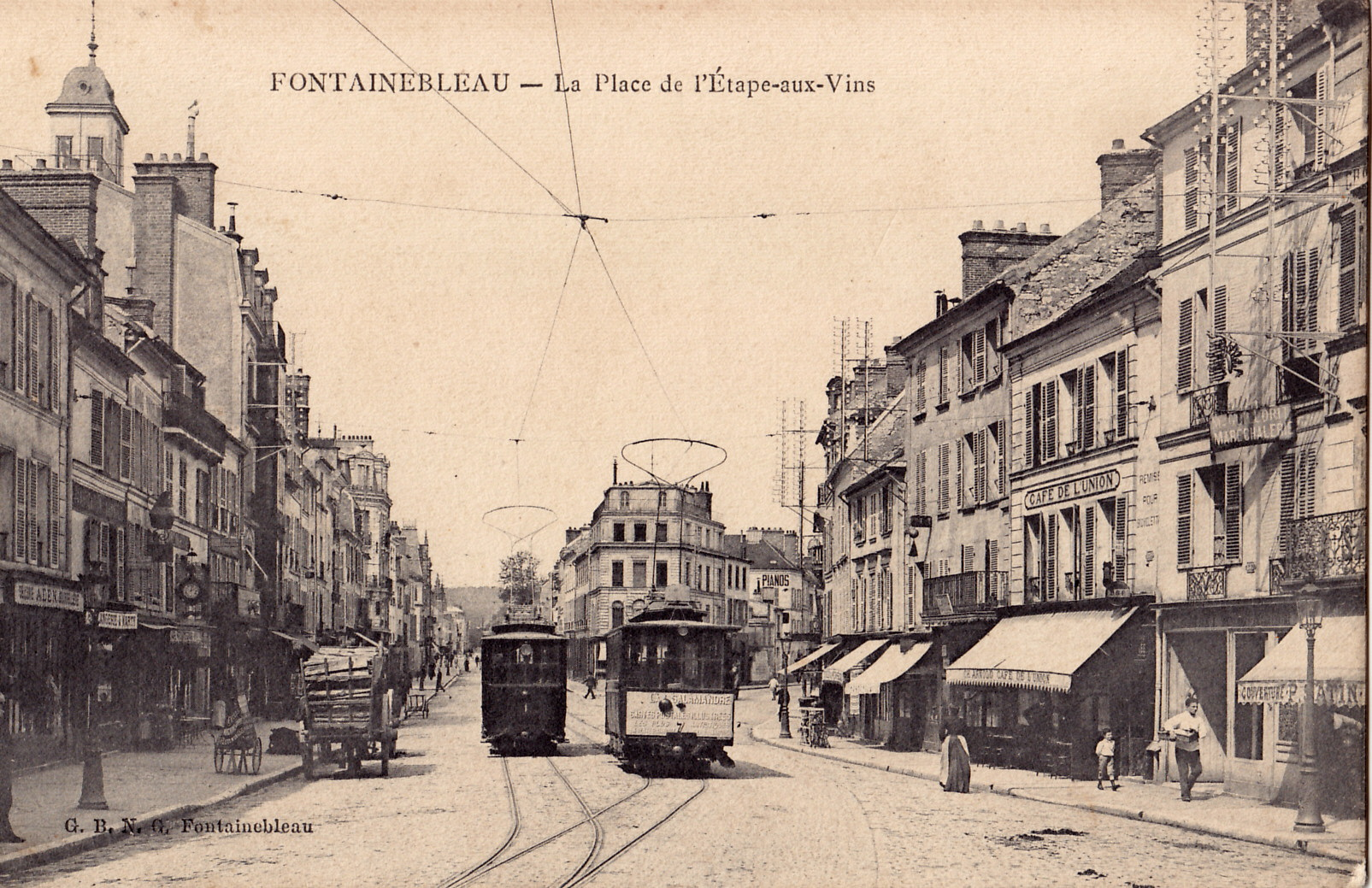
Fontainebleau teve uma rede de tramway de 1896 a 1953. Se vê um aqui na Grande Rue no início do século XX.

## População e sociedade
Fontainebleau tem uma população de 16 000 e 34 000 pela aglomeração que é formada principalmente por Avon, cidade vizinha onde se encontra particularmente a estação de trem. A população é estável desde o fim do século XIX, somente Avon que considerou um aumento.
Em 2011, a comunidade contava 14 708 habitantes. A evolução do número de habitantes é conhecida através do censo da população efetuados dentro da comunidade depois de 1793.

## Geminação
- Constança (Alemanha) desde 28 de maio de 1960
- Richmond upon Thames (Inglaterra) desde 1977
- Siem Reap (Camboja) desde 11 de junho de 2000, geminação de cooperação com a cidade onde se localiza o sítio dos templos de Angkor.
- Lodi (Itália) desde 2011
- Sintra (Portugal) desde 08 de março de 2016[10]

## Cultura Local e Patrimônio
- Palácio de Fontainebleau, onde Napoleão Bonaparte assinou o Tratado em que abdicava do trono de França (1814).
- Floresta de Fontainebleau